# 木根镇
木根镇，是中华人民共和国广西壮族自治区贵港市桂平市下辖的一个乡镇级行政单位。

## 行政区划
木根镇下辖以下地区：
上村、中村、下村、木根村、平合村、上地村、湴地村、布新村、山表村、东石村、连平村、桥头村、宁垌村、甘丽村、秀南村、德华村和永华村。